# Dąbrowa (powiat konecki)
Dąbrowa – wieś w Polsce położona w województwie świętokrzyskim, w powiecie koneckim, w gminie Fałków.
Sołectwo dla tej wsi znajduje się we wsi Turowice.
W latach 1975–1998 miejscowość należała administracyjnie do województwa piotrkowskiego.
Przez miejscowość przepływa niewielka rzeka Barbarka dopływ Czarnej.
Wierni Kościoła rzymskokatolickiego należą do parafii Świętej Trójcy w Fałkowie.